# Por aqui tudo bem
Por aqui tudo bem (traduzione letterale: Qui tutto bene) è un film del 2011 diretto da Pocas Pascoal. È stato premiato come miglior film al Festival Internacional de Cinema - Luanda 2011 e concorre come miglior film africano al 22º Festival del cinema africano, d'Asia e America Latina di Milano 2012. È stato inoltre selezionato al Festival internazionale del cinema di Rio de Janeiro 2011.

## Trama
Alla fine dell'estate del 1980 Maria e Alda, due sorelle di 16 e 17 anni, si rifugiano a Lisbona per fuggire dalla guerra in Angola. Del padre, rapito quattro anni prima, non si sa nulla. Sopravvivendo senza denaro, tra dormitori e incontri casuali, Maria e Alda aspettano, inutilmente, il ritorno della madre dall'Angola.

## Riconoscimenti
- 2011 - Festival Internacional de Cinema - Luanda
  - Miglior film